# アイシン機工
アイシン機工株式会社（アイシンきこう、英: AISIN KIKO Co., Ltd. ）は、愛知県西尾市に本社を置くアイシンの連結子会社で自動車部品メーカーである。
オートマチックトランスミッション機能部品、ドライブトレイン関連部品、ボディ関連部品の製造をしている。

## 沿革
- 1993年1月 - 「アイシン豊容株式会社」と「エィ・ダブリュ機工株式会社」が合併、社名を「アイシン機工株式会社」に変更（資本金3億8,000万円）
- 1994年7月 - GMサターン社より「品質認定書」を授与
- 1994年11月 - 吉良工場竣工
- 1995年10月 - 子会社 「エィ・ケィ・ケィ・メンテナンス株式会社」を設立 （2001年2月より、「エィ・ケィ・ケィ・エム株式会社」に社名変更）
- 1995年11月 - TPM優秀賞第1類受賞
- 1997年10月 - 増資・資本金20億円
- 1997年11月 - デミング賞実施賞受賞
- 1999年4月 - 本社を刈谷市から吉良町に移転
- 2000年12月 - 愛知県漁業協同連合会より「水質保全感謝状」授与
- 2001年7月 - ISO14001認証取得（吉良サイト）
- 2003年5月 - ISO9001認証取得
- 2003年10月 - 吉良町と災害時の応援協定締結
- 2004年3月 - ISO14001刈谷サイトまで拡大取得
- 2005年7月 - 吉良工場でコージェネレーションシステム稼動
- 2006年11月 - 吉良第2工場竣工
- 2008年6月 - 増資・資本金30億円
- 2010年6月 - 増資・資本金41億円 ＡＷグループへ加入
- 2015年12月 - 吉良 第2工場増築
- 2017年3月 - 吉良 食堂・ものづくり棟竣工

## 工場
- 本社・吉良工場 (愛知県西尾市)
- 刈谷工場 (愛知県刈谷市)

## 関連会社
- エィ・ケィ・ケィ・エム